# Медведєв Сергій Іванович (футболіст)
Сергій Іванович Медведєв (рос. Сергей Иванович Медведев; нар. 26 вересня 1936, Москва, СРСР) — радянський футболіст, захисник. Радянський та російський тренер.

## Життєпис
Вихованець футбольної школи команди м'ясокомбінату, Москва. З 1956 року — у команді КФК «Трактор» Перово. З 1957 року – у «Хіміку» (Калінін), з наступного сезону перейменованого на «Волгу». У 1962-1965 роках зіграв 83 матчі за «Локомотив» (Москва), з них 55 у 1962-1963, 1965 роках - у чемпіонаті СРСР. Завершив кар'єру в команді класу «Б» «Металург» (Запоріжжя) (1966-1968).
Тренер «Металурга» (1968-1970). Старший тренер команд КФК «Металург» Електросталь (1970-1980), «М'ясокомбінат» Москва (1980-1984), «Кераміка» Кучино (1984-1987), «Локомотив» Перово (1987-1990). Тренер московських ДЮСШ «Локомотив» (1990-1992), «Трудових резервів» (1992-1995), «Москвича» (1995-1998), «Крил Рад» (з 1998).